# Jakovljev Jak-17
Jakovljev Jak-17 (NATO naziv: Feather/Magnet) je sovjetski mlazni lovački zrakoplov razvijen na temelju Jakovljeva Jak-15. Bio je prvi sovjetski lovački avion na mlazni pogon koji je prodan drugim ratnim zrakoplovstvima

## Opis i razvoj
Jak-17 nastao je zbog potrebe da se u što kraćem roku uklone svi nedostaci uočeni na Jak-15. Prvi je prototip poletio već 1947., a javnosti je prvi put pokazan 18. kolovoza 1948. na zrakoplovnoj paradi u Tušinu. Glavne izmjene u odnosu na Jak-15 bile su podvozje tipa tricikl kod kojeg je nosna noga postavljena vrlo blizu vrha aviona. Na taj je način guma maksimalno udaljena od vrućeg dijela turbomlaznog motora. Kako se to rješenje pokazalo dobrim zadržano je i kod lovaca Jak-21 (dvosjed Jak-15) i Jak-23.

Druga izmjena bila je ugradnja jačeg motora RD-10A potiska 9,8 kN. Usprkos novom motoru maksimalna brzina Jak-a 17 pala je na 750 km/h. To je bila posljedica povećanja mase praznog aviona koja je zbog mnogih većih i manjih preinaka narasla na 2430 kg. I maksimalna masa pri polijetanju povećala se na 3323 kg. Povećanoj masi pridonijeli su spremnici goriva u krilima koji su povećali dolet na 740 km. Naoružanje nije mijenjano.

## Povijest
Serijska proizvodnja Jak-a 17 započela je 1947. i završila je već 1948. nakon proizvedenih oko 430 komada. Dio tih aviona bio je i u inačici Jak-17UTI kojoj je NATO dao oznaku Magnet. Jak-17 bio je prvi sovjetski lovački avion na mlazni pogon koji je prodan drugim ratnim zrakoplovstvima. Tako se Jak-17 našao u naoružanju ratnih zrakoplovstava Čehoslovačke i Poljske i otvorio potpuno novu eru i njihovom razvoju.
Kako se uporaba lovaca s turbomlaznim motorima pokazala znatno složenija nego onim s klipnim motorima Jakovljev je još na temelju Jak-a 15 pokušao razviti školsku inačicu. To mu je uspjelo tek s Jak-17UTI kod koje su učenik i instruktor sjedili jedan iza drugoga. Kako se Jak-17UTI pokazao ugodnim i sigurnim za letenje uskoro je postao osnovnim školskim avionom sovjetskog ratnog zrakoplovstva. U manjem broju prodan je Poljskoj i Kini.

## Tehničke karakteristike (1)
Osnovne karakteristike
- dužina: 8,70 m
- raspon krila: 9,20 m
- površina krila: 14,9 m2
- visina: 2,30 m

Letne karakteristike
- najveća brzina: 748 km/h
- dolet: 395 km
- brzina penjanja: 12 m/s
- najveća visina leta: 12.750 m
- specifično opterećenje krila: 194 kg/m2
- motor: 1 × RD-10A

### Povezani zrakoplovi
- Jakovljev Jak-15
- Jakovljev Jak-23

### Zajednički poslužitelj
|  | Zajednički poslužitelj ima stranicu o temi Yakovlev Yak-17    |
|  | Zajednički poslužitelj ima još gradiva o temi Yakovlev Yak-17 |